# Reeves Peninsula
Reeves Peninsula är en udde i Antarktis. Den ligger i Västantarktis. Nya Zeeland gör anspråk på området.
Terrängen inåt land är kuperad åt nordost, men åt sydväst är den platt. Trakten är obefolkad. Det finns inga samhällen i närheten.